# Days of Wine and Roses (Album)
Days of Wine and Roses ist ein Jazzalbum von Tony Coe und Alan Barnes. Die am 17. und 18. Februar 1997 in den Porcupine Studios in London entstandenen Aufnahmen erschienen 1998 auf Zephyr Records.

## Hintergrund
In den späten 1990er-Jahren kam es zu mehreren gemeinsamen Produktionen der Saxophonisten/Klarinettisten Tony Coe und Alan Barnes; mit Warren Vaché, Tony Coe und dem Alan Barnes Septet entstanden neben Days of Wine and Roses die beiden Alben Jumpin’ und Smile für Zephyr Records, wo auch Warren Vachés und Tony Coes gemeinsames Album Street of Dreams erschien.
Das Titelstück „Days of Wine and Roses“ stammt von Henry Mancini und Johnny Mercer.

## Titelliste
- Tony Coe & Alan Barnes – Days of Wine and Roses (Zephyr Records ZECD22)[1]

1. Who Cares? (George & Ira Gershwin) 5:56
2. Deep in a Dream (Eddie De Lange, Jimmy Van Heusen) 6:29
3. Oh Lady Be Good (George & Ira Gershwin) 6:10
4. Chilli Pepper (Art Pepper) 3:15
5. Too Late Now (Alan Jay Lerner, Burton Lane) 6:10
6. Flamingo (Ed Anderson, Ted Grouya) 5:41
7. My Old Flame (Arthur Johnston, Sam Coslow) 5:54
8. Days of Wine and  Roses (Henry Mancini, Johnny Mercer) 6:26
9. How High the Moon (Morgan Lewis, Nancy Hamilton) 4:24
10. I Guess I'll Have to Change My Plan (Arthur Schwartz, Howard Dietz) 6:46
11. Blue Room (Richard Rodgers, Lorenz Hart) 5:19
12. Applecore (Gerry Mulligan) 4:12

## Rezeption

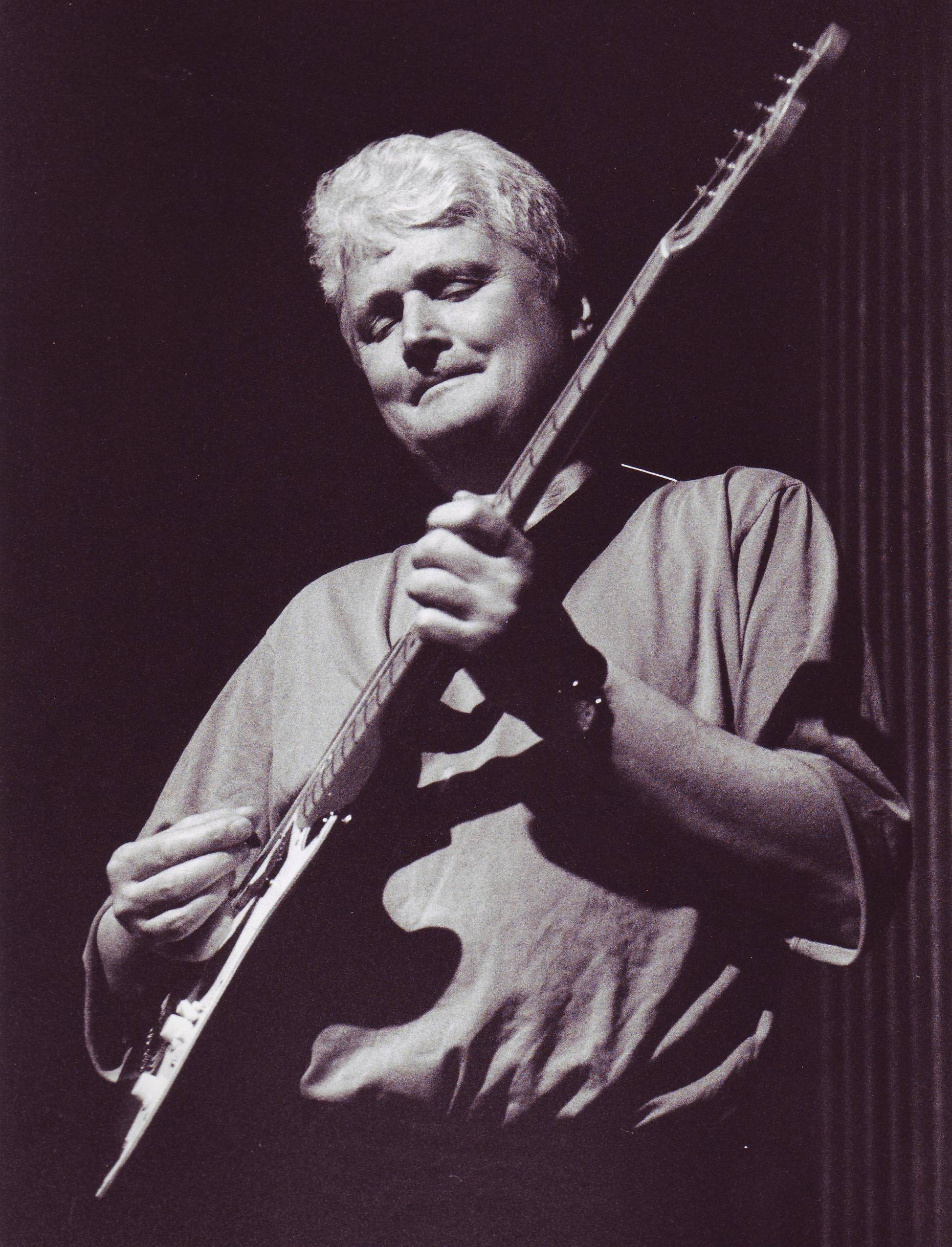
Dave Cliff

Das ist einfach exquisit; die Paarung von Coes Tenor- und Barnes’ Altsaxophon in den Schlussrefrains von „My Old Flame“ sei ein Höhepunkt im neueren britischen Jazz, meinten Richard Cook und Brian Morton in The Penguin Guide to Jazz, die dem Album dreieinhalb Sterne verliehen. Coes Klarinette ist im Titeltrack zu hören, eine virtuose Streuung von Tönen, während die Melodie neu erfunden, neu untersucht und schließlich mit großartiger Einfachheit atemberaubend vorgetragen werde. Die Rhythmusgruppe sei kaum zu verbessern, und mit „Flamingo“ gebe es ein wunderbares Tenorsaxophon-Gitarren-Duett, das einmal mehr Dave Cliffs besondere Talente hervorhebe.